# Язід II ібн Абдул-Малік
Язід II ібн Абд аль-Малік (бл. 685/687 — 27 січня 724) — омеядський халіф.

## Життєпис
Прийшов до влади після смерті Умара II 10 лютого 720 року. На той час його армія протистояла хариджитам, з якими Умар II намагався вести перемовини.
У липні 721 року Язід видав едикт, що наказував знищувати всі художні зображення на території халіфату. За виконання того розпорядження відповідав його брат Маслама ібн Абдул-Малік. Іслам забороняє зображення людей і тварин, особливо ті, що, подібні до ікон чи ідолів, слугують предметом поклоніння, і їхнє знищення проводилось у межах законів Шаріату. Археологічні дані підтверджують, що у той період постраждали багато християнських церков, однак едикт був спрямований проти всіх, у тому числі й не християнських зображень богів. Наказ скасував син Язіда II Валід II. 
Язід II помер на початку 724 року через туберкульоз.